# Mitchel Heerkens
Michel Heerkens (Gouda, 19 oktober 1986) is een Nederlandse voetballer die als middenvelder speelt. Hij was één seizoen als profvoetballer actief voor FC Dordrecht. Tegenwoordig speelt hij bij CVV De Jodan Boys.
Heerkens is geboren en getogen in Gouda en begon als jeugdspeler bij CVV De Jodan Boys. Op zijn 19e maakt hij de overstap naar het profvoetbal voor FC Dordrecht. Hij maakte zijn debuut in de eerste divisie in de eerste wedstrijd van het seizoen 2006/07 tegen FC Omniworld als invaller voor Manu Dagher. Na dit jaar keerde hij terug naar de Jodan Boys. Heerkens onderging drie meniscusoperaties en speelt met een donormeniscus. Ook zijn broer Roald speelt in het eerste elftal van de Jodan Boys.